# Paratlepolemoides spiniscapus
Paratlepolemoides spiniscapus är en skalbaggsart som först beskrevs av Hunt och Stefan von Breuning 1959.  Paratlepolemoides spiniscapus ingår i släktet Paratlepolemoides och familjen långhorningar. Inga underarter finns listade i Catalogue of Life.